# Гай Мамилий Лиметан
Гай Мамилий Лиметан (на латински: Gaius Mamilius Limetanus) e политик на Римската република през края на 2 век пр.н.е. Произлиза от фамилията Мамилии, клон Лиметан.
През 109 пр.н.е. е народен трибун. Представя в Сената rogation за съдебно преследване на тези, които са поддържали Югурта и да им се търси отговорност за лошо протеклата за Рим война. Предложението му е прието и започва строго проучване. На процеса Спурий Постумий Албин (консул 110 пр.н.е.) и брат му Авъл Постумий Албин (легат) са осъдени.